# Timon
Timon là một đô thị thuộc bang Maranhão, Brasil. Đô thị này có diện tích 1740,559 km², dân số năm 2007 là 143038 người, mật độ 82,18 người/km².